# Cryptocephalus mroczkowskii
Cryptocephalus mroczkowskii is een keversoort uit de familie bladkevers (Chrysomelidae). De wetenschappelijke naam van de soort werd in 1997 gepubliceerd door Warchalowski.